# Harry Ricardo

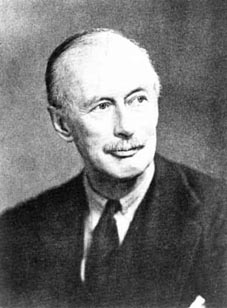
Sir Harry Ricardo

Sir Harry Ralph Ricardo (* 26. Januar 1885 in London; † 18. Mai 1974) war einer der ersten Motorentwickler und Forscher in den frühen Jahren der Entwicklung des Verbrennungsmotors.

## Der Gründer Harry Ricardo
Harry Ricardo, Henry Royce und Frederick W. Lanchester waren britische Ingenieure, deren Arbeit einen weitreichenden Einfluss auf die internationale Entwicklung von Verbrennungsmotoren hatte. Für seine bedeutenden Leistungen wurde Harry Ricardo im Verlauf seiner lebenslangen Tätigkeit als Ingenieur, Wissenschaftler und Erfinder wiederholt geehrt. Dennoch ist sein Name heutzutage selbst den meisten Fachleuten unbekannt, obwohl sie von seinen revolutionären Erfindungen im Transportwesen allesamt profitieren.
Ein Grund für diese geringe Bekanntheit liegt darin, dass Harry Ricardo es bevorzugte, als unabhängiger Berater zu arbeiten. So wurde sein Name nie direkt mit einem Auto oder mit einem Flugzeug verbunden. Hinter den Kulissen allerdings trug ihm sein Einsatz für weltbekannte Firmen wie Rolls-Royce, Vauxhall, Bentley, Bristol, Napier & Son, Citroën und Fiat Respekt und ein hohes Maß an Glaubwürdigkeit ein. Sein Ansehen stammte nicht zuletzt aus zahlreichen Motorprojekten für den militärischen und zivilen Einsatz während der Kriegsjahre.

## Die Anfänge
Im Jahre 1906 ließ sich Harry Ricardo einen speziellen Zweitaktmotor patentieren. Es dauerte zwei Jahre, bis sich die Two-Stroke Engine Company (GmbH) registrieren ließ. Unternehmensgründer waren Harry Ricardo selbst, sein Cousin Ralph Ricardo, sein Onkel Herbert Rendel sowie Fielding Thorton und Norman Thornton. Der Firmensitz ist seit dem Jahr 1907 unverändert in Shoreham-by-Sea, England, auch wenn heute keine Verbindung der aktuellen Ricardo plc mit den ursprünglichen Betriebsgebäuden mehr besteht. Gegründet wurde die Firma, um das Automobil Dolphin zu bauen und zu verkaufen, das mit dem von Harry Ricardo patentierten Zweitaktmotor ausgestattet war. Dieser Motor fand bald auch in vielen in Shoreham gebauten Fischereibooten Anwendung, bis fast jeder Fischer einen Dolphin-Motor in seinem Boot hatte. Die Aggregate waren wie geschaffen für längere Fahrten mit niedriger Geschwindigkeit und erweisen sich zudem als äußerst zuverlässig. Der Ausbruch des Ersten Weltkriegs bereitete der Karriere des 2-Takt-Dolphin-Motors dann allerdings ein jähes Ende. Für Harry Ricardo war diese Dolphin-Episode zwar eine Enttäuschung, aber keine Katastrophe, da er seine Zukunft schon früh auf einem anderen Feld gesehen hatte. Die Two-Stroke Engine Company stellte für ihn eine Chance dar, praktische Erfahrungen im Bereich Konstruktion und Entwicklung zu sammeln.
Hinzu kam, dass Sir Alexander Rendel (Harry Ricardos Großvater) im August 1914 seine Ruhestandspläne aufgab, um seinen Partnern Frederick Palmer und Seymour Tritton bei dem stressigen Alltag in ihrer Ingenieursfirma zu unterstützen. Während des Ersten Weltkriegs trugen Rendel, Palmer & Tritton große Verantwortung für die Konstruktion, die Beschaffung und die Lieferung von Lokomotiven, Waggons und andere Eisenbahnmaterialien. Im Januar 1918 starb Sir Alexander Rendel im Alter von 89 Jahren.
Der langsame Niedergang und schließlich der Tod seines Großvaters machten Harry Ricardo bewusst, dass er an einem Wendepunkt seines Lebens angekommen war. Das Angebot, als Partner in die Firma seines Großvaters einzutreten bestand weiterhin, aber zu dieser Zeit war Ricardo bereits so auf Verbrennungsmotoren konzentriert, dass ihm der Schritt in das Unternehmen unmöglich erschien. Wie auch immer, es sieht so aus, als ob es dem jungen Ricardo schon vor dem Ausbruch des Ersten Weltkriegs bewusst war, wie seine zukünftige Karriere aussehen würde. Seit seiner Verbindung zu Professor Hopkins in Cambridge gärte in ihm die Idee, ein eigenes Labor für Motorenforschung zu eröffnen. Leitende Ingenieure, wie Windeler, Chorlton, Bryant und Kidner, bestärkten ihn in seinen Absichten und versicherten ihm volle Unterstützung bei der Realisierung. Bei einem erfolgreich verlaufenden Geschäftsaufbau konnte Ricardo darauf zählen, dass bekannte Firmen wie Peter Brotherhood, Crossley Brothers, Mirrlees, Bickerton & Day sowie Vauxhall Motors ihn als Berater engagieren würden. Im Jahre 1913 arrangierte er eine befristete finanzielle Unterstützung durch eine Gemeinschaft aus Investoren und Bankern. Die Gesellschaft, bekannt als „Ricardo Developments“, bestand aus Harry Hetherington, Campbell Farrar und Frederick Goodenough. Im Jahre 1914 wurde Alan Archibald Campbell-Swington zum Direktor der Firma ernannt. Das ursprüngliche Direktorium bestand also aus Campbell-Swington (Vorstand), Harry Ricardo (Technischer Direktor), Campbell Farrar (Geschäftsführer), Lord Combermere und drei weiteren namens Stuart de la Rue, Bertram Beale und R. H. Houston. Alle diese Direktoren waren Freunde von Farrar und Campbell-Swington.
Anfangs verlief der Start der Firma Ricardo sehr schleppend, da die militärische Situation 1915 ungewiss war. Trotz Lizenzvereinbarungen mit Firmen wie Rolls-Royce und Armstrong-Siddeley wurde der Plan, ein Labor zu eröffnen, auf Eis gelegt. Die folgenden Jahre sollten die Situation jedoch komplett verändern. Im Jahre 1917 verbesserten sich Harrys Perspektiven und zugleich die der Firma durch ein Flugzeugtriebwerkdesign für das Luftfahrtministerium und die Beteiligung an neuen Motoren für das Rüstungsministerium.

## 1915 bis 1920

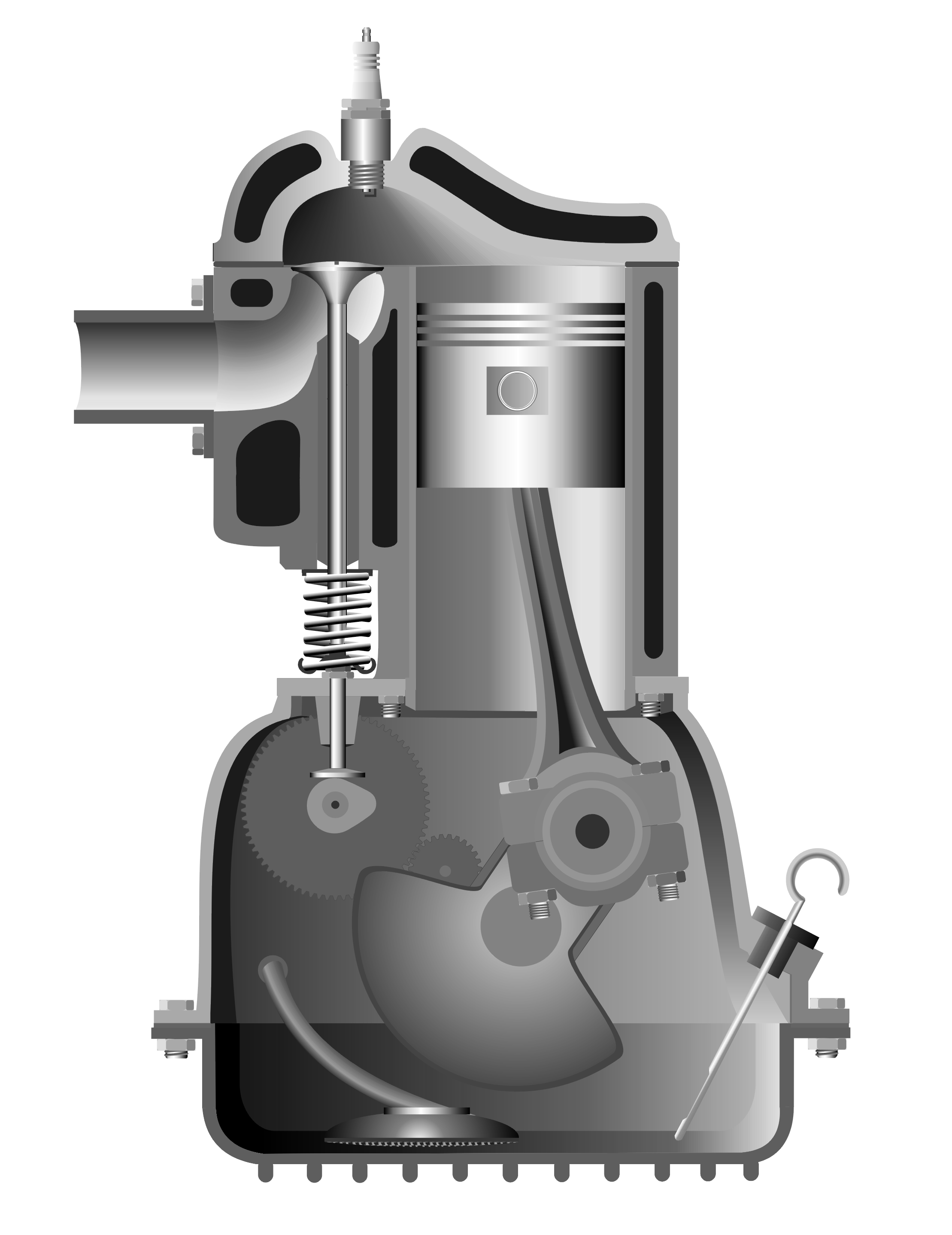
Schnitt durch einen Motor mit von Ricardo entwickelter kompakter Brennraumform mit Quetschkante beim seitengesteuerten Motor

1915 erhielt Ricardo vom Royal Naval Air Service (RNAS) den Auftrag für die Konstruktion einer Vorrichtung, mit der Panzer auf Eisenbahnwaggons in Position gebracht werden konnten. Vorher hatte er ein hydraulisches Hebesystem entwickelt, das die Aufmerksamkeit des RNAS auf sich gezogen hatte. Eine Variante dieser Hebevorrichtung, so der Gedanke, würde sich dafür eignen, die Panzer an die richtige Stelle zu manövrieren.
Tatsächlich entdeckte Harry Ricardo verschiedene Probleme beim Panzermotor selbst, die er kurzerhand behob. Der schiebergesteuerte 105-PS-Motor der Daimler Motor Company hatte beispielsweise ein unzulängliches Schmiersystem, das vor allem Lagerdefekte verursachte. Als einzige Abhilfe hatten die Konstrukteure für einen überdimensionierten Ölfluss gesorgt, weshalb sehr viel Öl in den Auslasskanal geriet und die Position des Panzers vor allem aus der Luft sofort an einer blauen Rauchwolke zu erkennen war. Ricardo konstruierte einen neuen ventilgesteuerten Viertakt-Motor, der eine Leistung von 150 hp (110 kW) lieferte – und das ohne sichtbare Rauchentwicklung. Rund 8000 dieser Motoren wurden für Panzer wie den Mark V und Mark IX hergestellt, noch mehr kamen als Antrieb für Generatoren in Werkstätten, Krankenhäusern und Lagern zum Einsatz. Der Erfolg dieses Motors veranlasste Harry Ricardo 1919, ein Grundstück in England zu erwerben, um dort ein Entwicklungslabor einzurichten.
In den Jahren 1918 und 1919 entwickelte Harry Ricardo einen Motor mit variablem Verdichtungsverhältnis. Seine Forschung auf dem Gebiet der Kraftstoffe führte zur Entwicklung eines Kraftstoffbewertungsindex, der heute gebräuchlichen Oktanzahl. Des Weiteren konstruierte er  Zylinderköpfe für Seitenventilmotoren, die mit einer Quetschkante das Gemisch am Ende des Verdichtungstaktes stark verwirbelten (Turbulent Cylinder Head), um den Oktanzahlbedarf zu senken und dadurch höhere Verdichtung zu ermöglichen. Diese Erfindung sollte dem Unternehmen 15 Jahre lang Lizenzeinnahmen eintragen.

## 1921 bis 1930

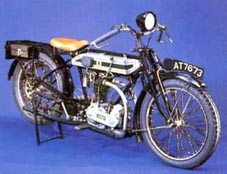
Triumph-Ricardo Motorrad

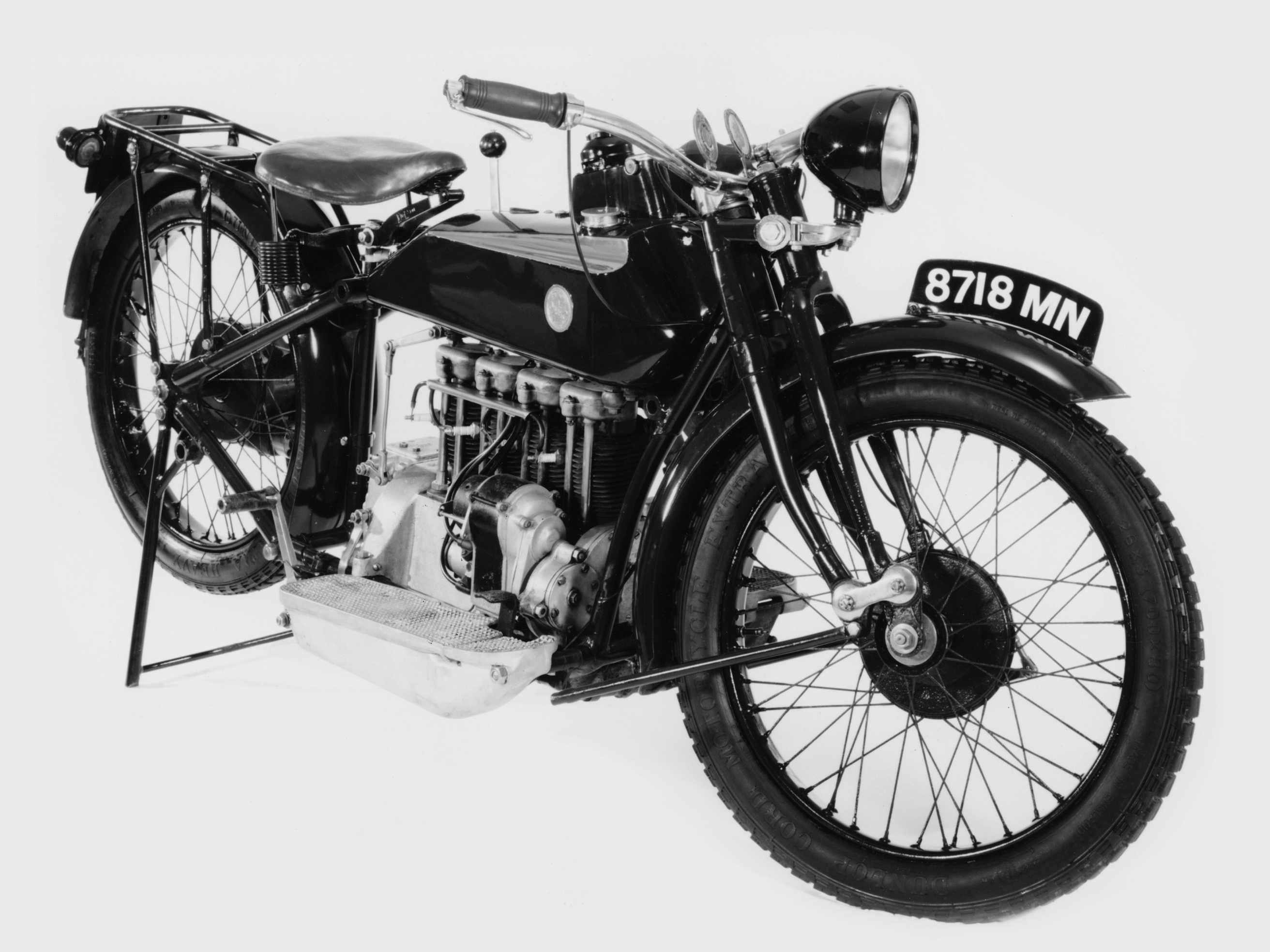
Vauxhall Luxusmotorrad

1921 trat Sir Harrys Kollege, Major Halford, mit seiner Triumph 500 und einem speziellen Rennkraftstoff, den Ricardo für Shell entwickelt hatte, auf der Brooklandsbahn an. Angespornt durch den Erfolg, entwarfen und bauten die beiden für das Motorrad einen neuen Zylinder, Kolben und Zylinderkopf mit dachförmigem Vierventil-Brennraum. Halford gewann mit der neuen Maschine mühelos das nächste Rennen, und Ricardo erhielt von Triumph den Auftrag, einige Merkmale in die bekannte Triumph-Ricardo-Serienmaschine zu übernehmen, die in großen Stückzahlen abgesetzt wurde.
Das hochmoderne Luxusmotorrad von Vauxhall im Jahre 1923 wurde vollständig von Ricardo entwickelt – nachdem Ricardo bereits erfolgreich den Entwurf für den 3-Liter-Rennmotor im Vauxhall TT geliefert hatte. Das Vierzylinder-Motorrad mit 960 cm³ hatte einen Kardanantrieb zum Hinterrad.

## 1931 bis 1940

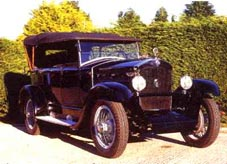
Citroën Rosalie

Im Jahr 1931 entwickelte Ricardo das historisch und technologisch bedeutsame Comet-Wirbelkammerverfahren für schwere Dieselmotoren im Auftrag der AEC, um diese Motoren auch in Londoner Stadtbussen einsetzen zu können. Der Motor des ersten in Serie gefertigten Diesel-Personenwagens – Citroën Rosalie aus dem Jahr 1935 – basierte auf einem Entwurf von Ricardo mit dem Comet mk.III-Brennraum.
Drei Jahre später beriet Ricardo Alfa Romeo in den entscheidenden Konzeptionsphasen des erfolgreichen 3-Liter-V16-Rennmotors für die Grand-Prix-Saison 1940. Der Motor basierte auf den von Harry Ricardo vorgelegten Skizzen, und der Detailentwurf des Ventiltriebs erfolgte im Wesentlichen nach Ricardos Empfehlungen.

## 1941 bis 1950

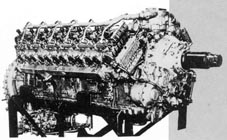
Rolls-Royce Crecy Flugmotor

1941 führte Ricardo entscheidende Entwicklungsarbeiten für einen extrem kompakten V12-Zweitakt-Benzinmotor von Rolls-Royce durch. Der Motor mit Schiebersteuerung erbrachte eine Leistung von 222 PS pro Liter, ging jedoch nie in Serie, weil er von der Entwicklung der Flugzeuggasturbine überholt wurde.
Des Weiteren arbeitete Ricardo gemeinsam mit Frank Whittle an der Lösung verschiedener Probleme, die 1941 bei der Entwicklung des Strahltriebwerks auftraten. Eines davon war die Steuerung des Kraftstoffgemischs bei Höhenänderungen, eine Herausforderung, die Ricardo mit dem „Barostat“ löste, der beim Steigflug automatisch den Druck der Kraftstoffzufuhr senkte. In den folgenden Jahren war Ricardo sehr eng an den Entwicklungsarbeiten für Gasturbinen-Kraftstoffsysteme beteiligt.
Das Rekord-Dieselfahrzeug von 1936 „Flying Spray“ war das Fahrzeug, mit dem Captain George Eyston einen neuen Geschwindigkeitsrekord für dieselgetriebene Landfahrzeuge aufstellte. Mit dem Hochleistungsdieselmotor, dem V12 „RR/D“, den Ricardo für Rolls-Royce entwickelt hatte, erreichte er auf den Bonneville-Salzebenen im US-Bundesstaat Utah eine Geschwindigkeit von 159 mph (256 km/h).

## Nach 1950
1953 wurde Ricardo mit der James-Watt-Medaille ausgezeichnet.
Einige Zeit später, in den 1960er Jahren, entstand in Zusammenarbeit von Ricardo und Peugeot ein damals wegweisender Motor für die 1970er Jahre, der mit einer deutlich optimierten Version der „Comet“-Wirbelkammer von Ricardo ausgestattet war. Ebenfalls in den 1960er Jahren kam der Jensen FF, das erste Serienfahrzeug mit Allradantrieb, auf den Markt. Dieser Allradantrieb stammte von FF-Developments, einem Mitglied der Ricardo-Gruppe.

## Ehrung
Am Wohnhaus am Bedford Square in London befindet sich eine blaue Gedenkplakette, die an ihn erinnert.